# Списък на политическите партии в Сан Марино
Сан Марино има многопартийна система.

## Парламентарно представени партии
| Партия/коалиция | Места в парламента (2012) | Идеология                                       |
| --- | ------------------------- | ----------------------------------------------- |
| Общо благо на Сан Марино - Санмаринска християндемократическа партия - Партия на социалистите и демократите - Народен алианс - Ние, санмаринците | 19 10 4 2                 | Християндемокрация Социалдемокрация Либерализъм |
| Съгласие за страната - Нова социалистическа партия - Съюз за републиката                                                                         | 7 5                       | Социалдемокрация                                |
| Активно гражданство - Обединена левица - Чивико10                                                                                                | 5 4                       | Комунизъм                                       |
| Гражданско движение „Рете“ | 4                         |                                                 |